# اكتشاف الغرافين
تم استكشاف الغرافين أحادي الطبقة نظريًا بواسطة بي. آر. والاس في عام 1947. وقد أنتج وحدد لأول مرة بشكل لا لبس فيه في عام 2004 من قبل مجموعة أندريه غييم وكونستانتين نوفوسيلوف، على الرغم من أنهم ينسبون الفضل إلى هانز بيتر بوم وزملائه في الاكتشاف التجريبي للغرافين في عام 1962. بوهم وآخرون. قدموا مصطلح الغرافين في عام 1986.